# Klaus Kampe
Klaus Kampe (* 5. Februar 1937) ist ein deutscher Lehrer.

## Leben
Klaus Kampe studierte von 1958 bis 1966 Philologie (Anglistik und Romanistik) sowie Politik in Göttingen, Genf und Freiburg. Während seines Studiums bekleidete er die Position eines Assistant Teacher an der „Adam´s Grammar School“ in Newport (Salop), England. Anschließend wurde er zwischen 1966 und 1968 als Fellow und Director of Studies an das Magdalene College der Universität Cambridge berufen. Von 1968 bis 2002 war er als Studienrat für die Fächer Französisch, Englisch und Politik in Bad Harzburg tätig. Ab 1977 war er als Studiendirektor und Fachleiter in der Lehrerausbildung am Studienseminar in Braunschweig tätig. 1987 promovierte er zum Dr. phil. mit einem Thema über die englischen Internatsromane public schools novels.

## Leistungen
1972 war er Initiator und Gründungspräsident der Deutsch-Französischen Gesellschaft in Bad Harzburg und wurde Mitglied der Vereinigung Deutsch-Französischer Gesellschaften in Deutschland und Frankreich. Bis 2002 war er als Präsident der Gesellschaft tätig. Während dieser Zeit initiierte er außerdem mehrere Schulpartnerschaften und eine Städtepartnerschaft zwischen Bad Harzburg und Port-Louisin der Bretagne. Er wurde ausgezeichnet mit
der Bürgermedaille von Bad Harzburg und Port-Louis.
Von 2003 bis 2004 war er Governor von Lions-International im Distrikt 111/NH.
2002 gründete er die internationale Schulberatung Internatsschulen England, mit Sitz in Berlin, Braunschweig und Cambridge.
Kampe beschrieb in seiner Dissertation den Einfluss des englischen Public School Roman auf das englische Bildungswesen.

## Auszeichnungen
- 1987 mit dem Orden Palmes académiques Republik Frankreich für die Verdienste um die deutsch-französische Verständigung im Beisein des französischen Generalkonsuls ausgezeichnet.[2]
- 1993 Bürgermedaille Port Louis und Bad Harzburg
- 1996 School Master Commoner und Visiting Fellow am Magdalene College Cambridge

## Schriften
- Der englische Public School Roman im 20. Jahrhundert. Dissertation Universität Hannover, Hannover 1976, DNB 760681716.